# Конгеры
Конгеры, или морские угри (лат. Conger) — род лучепёрых рыб из семейства конгеровых (Congridae).

## Внешний вид
Крепкое, змеевидное тело с жаберными отверстиями в форме прорези, достигающими брюшной стороны. Овальные глаза; большое ротовое отверстие доходит до уровня середины глаз. Верхняя челюсть немного выдается вперед.
Кожа без чешуи. Начало спинного плавника находится над кончиком грудного плавника. Окраска: спина серо-коричневая или черноватая с голубоватым блеском; брюшная сторона беловатая. Максимальная длина тела варьирует у разных видов от 28 до 300 см.

## Экология
Представители рода распространены в Атлантическом, Тихом и Индийском океанах. Питаются крабами, омарами и рыбой. Нерест происходит в открытом море. После вымета икры родители погибают.

## Классификация
В роде 15 видов:
- Conger cinereus Rüppell, 1830 — Серый конгер, или индийский морской угорь
- Conger conger (Linnaeus, 1758) — Конгер, или атлантический конгер
- Conger erebennus (Jordan & Snyder, 1901)
- Conger esculentus Poey, 1861
- Conger japonicus Bleeker, 1879 — Японский морской угорь
- Conger macrocephalus Kanazawa, 1958
- Conger marginatus Valenciennes, 1850
- Conger myriaster (Brevoort, 1856) — Японский конгер, или белопятнистый морской угорь
- Conger oceanicus (Mitchill, 1818) — Американский конгер, или американский морской угорь
- Conger oligoporus Kanazawa, 1958
- Conger orbignianus Valenciennes, 1837
- Conger philippinus Kanazawa, 1958
- Conger triporiceps Kanazawa, 1958
- Conger verreauxi Kaup, 1856 — Новозеландский конгер
- Conger wilsoni (Bloch & Schneider, 1801) — Капский конгер, или конгер Вильсона

## Галерея

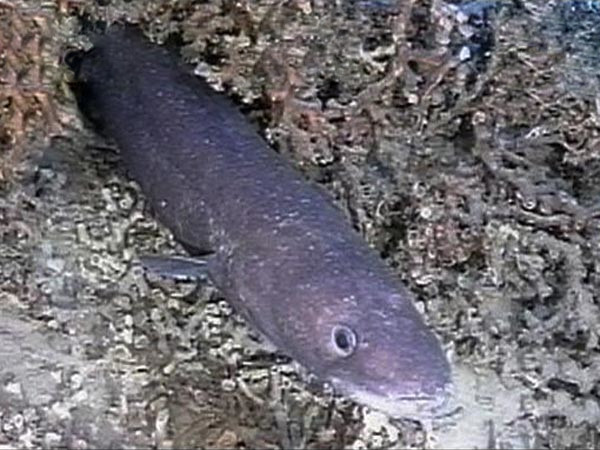
Conger conger
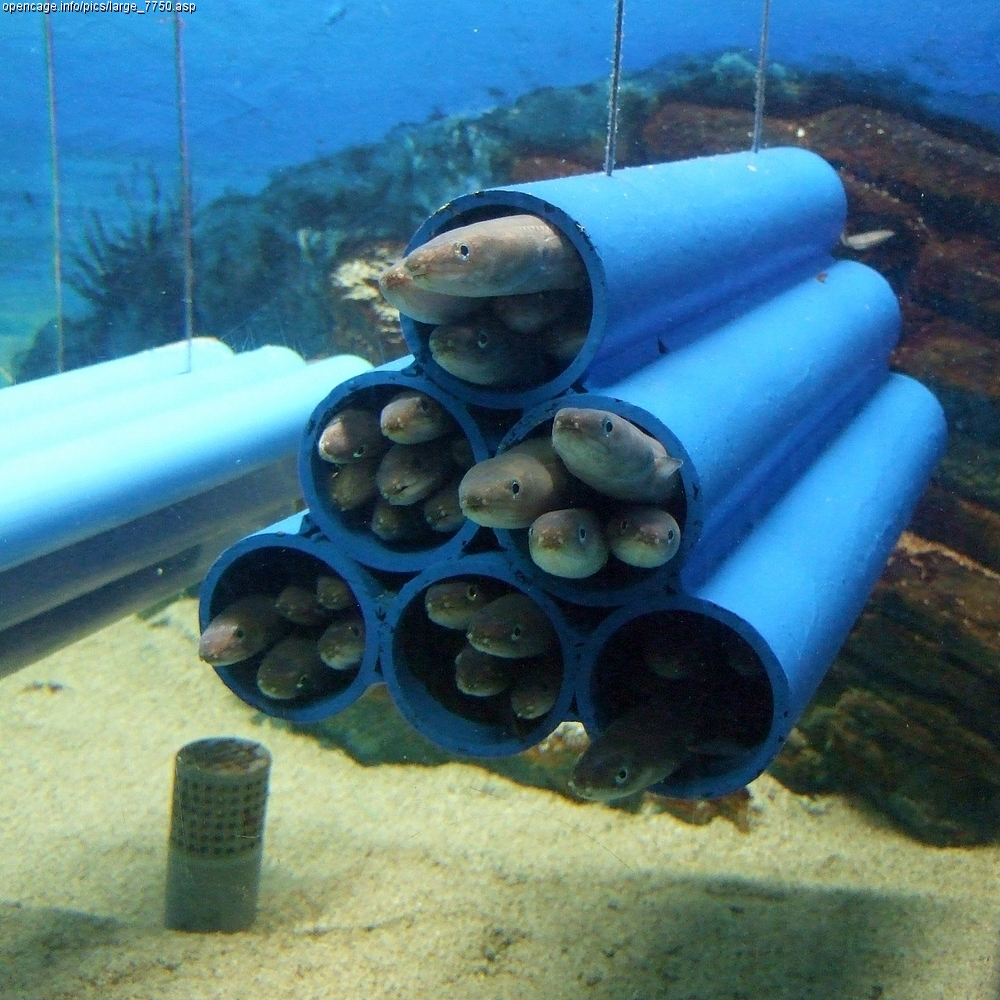
Conger myriaster
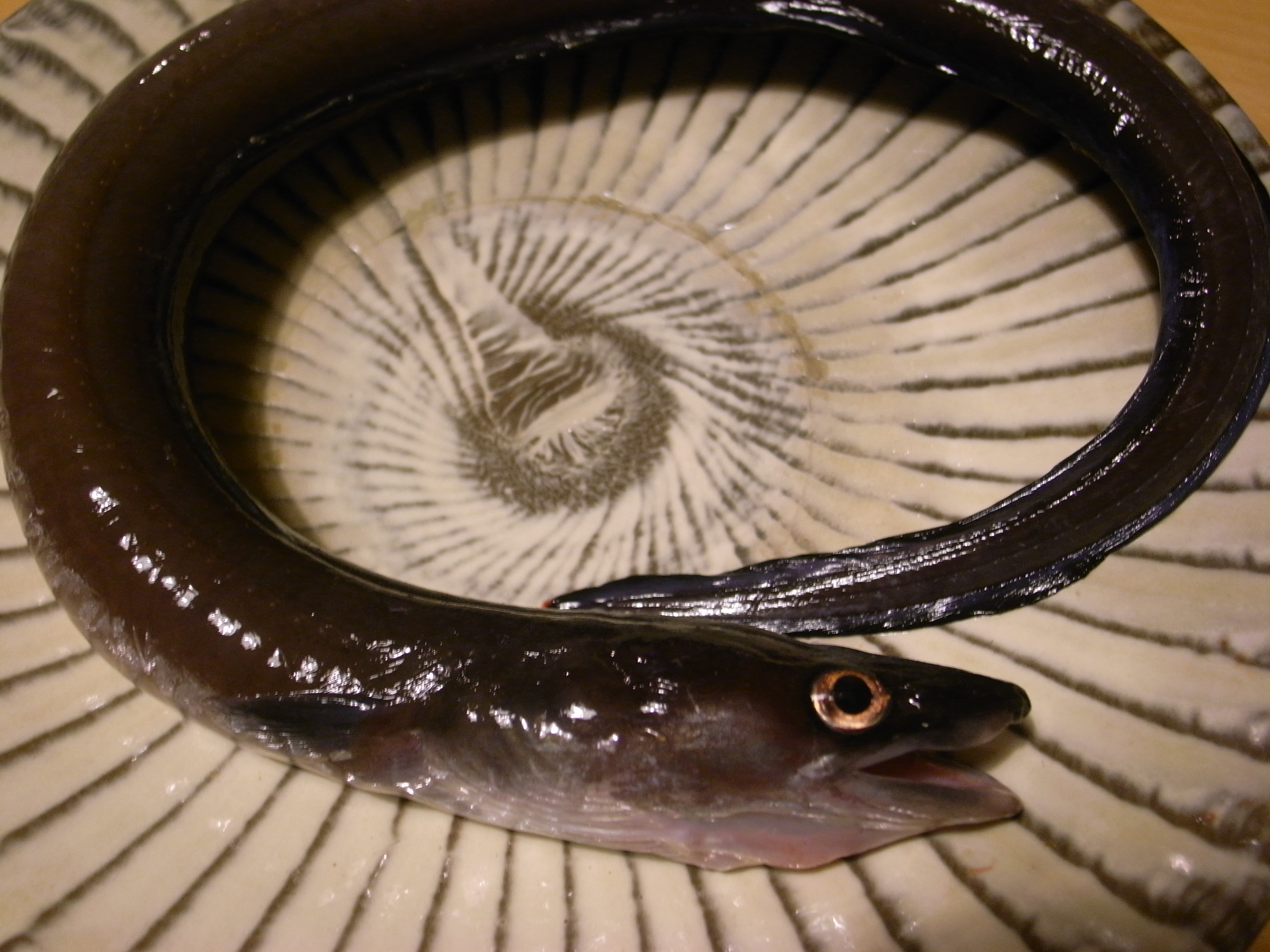
Conger japonicus
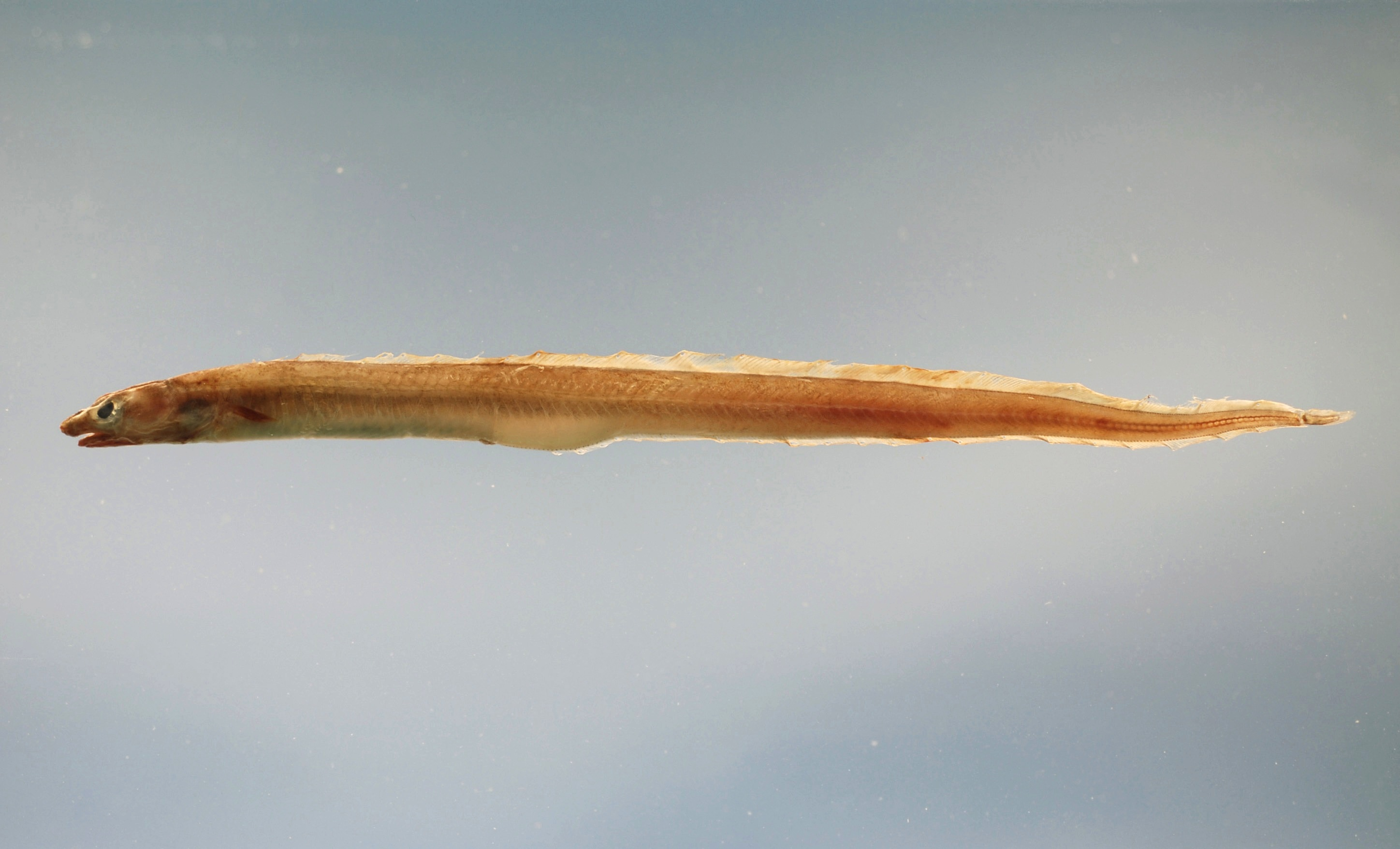
Conger oceanicus
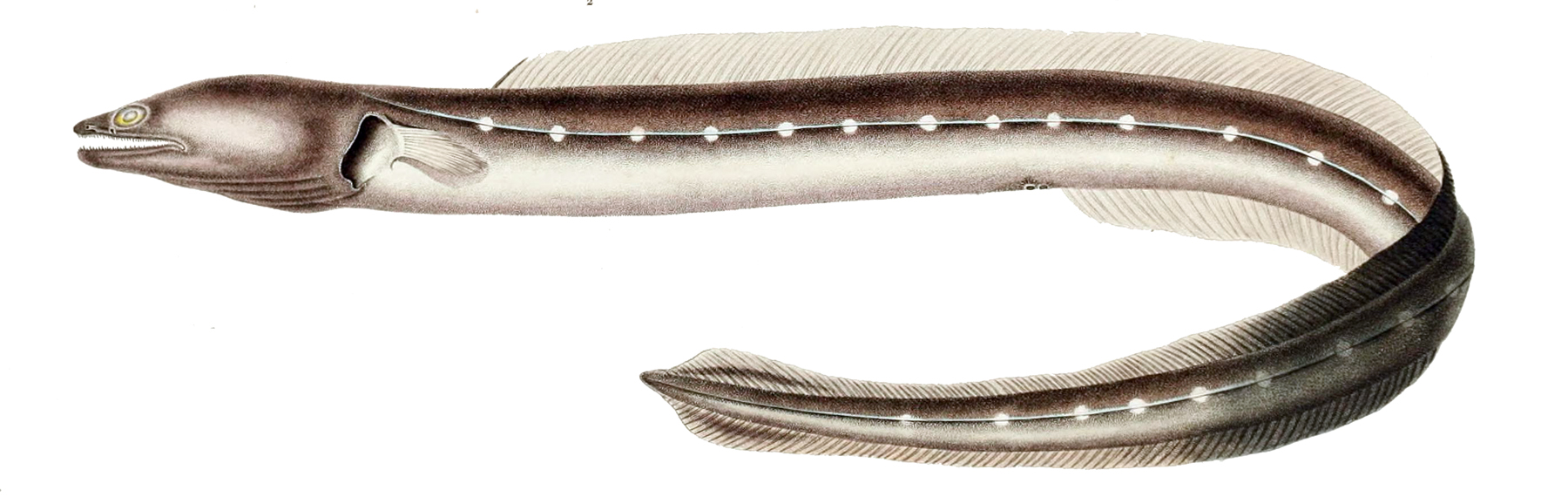
Conger orbignianus